# キリバスの副大統領
キリバスの副大統領（キリバスのふくだいとうりょう、Kauoman-ni-Beretitenti in I-Kiribati）は、キリバスにおける副大統領で、憲法上の責務は大統領が職務執行不能となった際に大統領の責務を一時的または恒久的に行い、大統領が割り当てた政府の職務を担当することである。
大統領は副大統領を政府の閣僚に任命し、副大統領は在任中は内閣の一員でなければならない。
副大統領の俸給は年額15,700オーストラリア・ドルである。

## 歴代副大統領の一覧
参照
| 代数 | 副大統領             | 任期           | 任期                           | 大統領               | 政党 |
| 代数 | 副大統領             | 就任           | 退任                           | 大統領               | 政党 |
| ---- | -------------------- | -------------- | ------------------------------ | -------------------- | ---- |
| 1    | テアタオ・テアンナキ | 1979年7月12日  | 1991年7月4日                   | イエレミア・タバイ   |      |
| 2    | タオマチ・イウタ     | 1991年7月4日   | 1994年5月24日                  | テアタオ・テアンナキ |      |
| 3    | テワレカ・テントア   | 1994年10月1日  | 2000年11月3日 （在任中に死去） | テブロロ・シト       |      |
| 4    | ベニアミナ・チンガ   | 2000年11月17日 | 2003年3月28日                  | テブロロ・シト       |      |
| 5    | テイマ・オノリオ     | 2003年7月10日  | 2016年3月12日                  | アノテ・トン         |      |
| 6    | コウラビ・ネネム     | 2016年3月13日  | 2019年6月18日                  | タネスィ・マアマウ   |      |
| 7    | テウラ・トアトゥ     | 2019年6月19日  | 現職                           | タネスィ・マアマウ   |      |